# 春一番 (お笑い芸人)
春一番（はるいちばん、1966年8月13日 - 2014年7月3日）は、日本のお笑いタレント。本名は春花 直樹（はるはな なおき）。神奈川県生まれ、岡山県浅口郡鴨方町（現：浅口市）出身。アネットに所属していた。

## 来歴
素行不良が元で、高校を最初の一学期のみで中退し、地元の悪い仲間から引き離したいと親が考えたことにより、埼玉県の親戚の元へ預けられ、その後大宮市（当時）内の甘栗太郎に入社した。
サラリーマン生活を経て、1985年に芸人を志し、片岡鶴太郎に弟子入りし、1988年に鶴太郎主演のテレビドラマ『翼をください』（NHK総合）で芸能界デビューした。
当時の所属事務所は鶴太郎が所属する太田プロダクションで、鶴太郎夫人の画数診断によると「本名では画数が悪い」とのことで芸名を付けようということになり、苗字が「春花」である事と、『芸人として一番を目指せ!』『春一番の風のように強い風を吹かせろ!』という思いを込めて、師匠の鶴太郎が『春一番』と命名したと鶴太郎自身が後年語っているが、春一番本人は「自分で考えた」と生前周囲へ述べていた。太田プロの同期には爆笑問題（太田光・田中裕二）、松村邦洋、太田光代（当時・松永光代）がいる。
本人公認ものまねであるアントニオ猪木の真似一本で勝負するスタイルで、春自身、猪木信者でもある。小学校での卒業アルバムに自分の将来について「猪木さんそっくりのプロレスラーになる」と書いたほどである。猪木の物真似はロックバンド『THE BLUE HEARTS』の甲本ヒロトと、漫画家のゆでたまごから勧められたもので、演芸番組『宴会芸大賞』（テレビ東京）で初披露した。本人は物真似は出来ないと渋っていたが、「猪木さんの物真似なら…」と最後は承諾して物真似を披露した。
その後、お笑いクイズバラエティ番組『ビートたけしのお笑いウルトラクイズ』（日本テレビ）では毎回「プロレス字読みクイズ」に出場し、散々なやられっぷりを見せた後に「今日も負けてしまいましたが…」「1・2・3・ダァーッ!!」のマイクアピールで締めるお約束で知名度が高まる。しかし、過度の酒好きも絡んだ素行不良により、1994年に太田プロを解雇された。
ビートたけしは春に目をかけており、周囲の人間に春に酒を飲ませないよう指示を出したり、「お前が酒を止めたら、俺の番組で一生使ってやる」と説いた。事務所の先輩であるダチョウ倶楽部も、春の家に電話をかけて酒を飲んでいないか様子をみるなど、多くの芸人仲間が春の生活ぶりを気にかけていた。太田光は春に電話し、「飲んでないよ」という春の声に加え、ロックアイスが『カラン』と鳴る音を聞いたという。
しかし、たけしの「お前が酒を止めたら…」の言葉に感涙した次の日にはすっかり忘れて飲みふけっていたり、春が酒びたりでやせ細っていると聞いたたけしが「しっかり飯を食べるように」と贈った炊飯器で熱燗やホットウイスキーを作っていたりするなど（これについて浅草キッドらがネタにしたこともある）、春自身はその最後まで酒を止めることが出来なかった。
1997年に3歳年下の女性と結婚した。
1998年4月4日の引退セレモニーで猪木が読み上げた朗読詩「道」は、春の新しいレパートリーとなり、徐々に表舞台への登場が増える。さらに2000年頃、猪木の活動が注目を浴びるようになると、春自身へのオファーもさらに増え、猪木とCMに出演した事がある。猪木とのコラボだけでなく、春単品のグッズ（フィギュアなど）も発売されている。
2005年8月8日から腎不全（病名は化膿性肺炎）で入院し、手術を受けた。集中治療室に入っていた際、猪木本人の見舞いを受け、「病院で会うのはつまんねぇ。元気になったら飲みに行こうよ」などと激励されたという。一時は命も危ぶまれたが、ICUの中で猪木が食らわせたビンタで春一番が回復したというエピソードもある。2006年12月31日放送の『最強運2006ランキング大検証SP』（フジテレビ）に出演し、仕事復帰した。
2014年7月2日、帰宅後に一人で飲酒し酩酊した後、妻が7月3日午前1時頃に春を寝かしつけた際には「ごめんね、ありがとう」と繰り返していたが、午前6時頃、隣で寝ていた夫人が身体が冷たくなっている春に気付き、救急搬送され、病院で蘇生措置が取られたが午前7時頃に死亡が確認された。死因は肝硬変。47歳没。
春の死去を受け、アントニオ猪木が「贈る言葉に相応しくないと思いますが、あえて『元気ですかー!』を送ります。」と追悼コメントを寄せ、師匠の片岡鶴太郎がコメントを出し、死を悼んだ。
通夜は7月9日、葬儀・告別式は7月10日に東京都内の斎場で近親者のみで営まれたが、爆笑問題、山田邦子、ダンカン、エスパー伊東、布川敏和、肥後克広（ダチョウ倶楽部）、松村邦洋、アントニオ小猪木、アントキの猪木ら春と親しかった芸能人も通夜・告別式に参列し、春の冥福を祈った。出棺は喪主である夫人の意向により、アントニオ猪木の決め台詞で春の定番ギャグでもあった「1・2・3・ダァーッ!!」で送り出した。
春の告別式から一夜明けた7月11日、春が遺した自身のブログを夫人が更新し、春の容態急変から死亡するまでの一部始終を克明に伝え、「春さんと出会って22年 マネージャーになって20年 結婚して18年 いつも春さんと一緒にいました。（中略）春一番を応援してくださった皆様 春一番を支えてくださった関係者様 春一番と仲良くお付き合いしてくださった御友人の皆様 本当にありがとう御座いました。 春一番闘魂伝笑ブログを御覧くださりありがとう御座いました。この場をかりて御報告をする事を御許しください」と春のファンや芸能関係者に向けて感謝のメッセージが添えられた。

## エピソード
- 鶴太郎への弟子入りは、直接鶴太郎の自宅へ出向いての押しかけだったが、自宅の場所は当時鶴太郎のあるゴシップ記事で載っていた自宅マンション前の写真と、ラジオ番組『ビートたけしのオールナイトニッポン』（ニッポン放送）で聴いた情報を頼りに、推測して行ったという[16]。
- アイドルグループのCoCo、ribbonのファンで、特に三浦理恵子のファンだった[17]。
- それまでの猪木のモノマネの定番であった「（アゴを突き出し）何だコノヤロー!」を初めてやらず、純粋に猪木のトーク（主にマイクアピール）のモノマネを行ったタレントでもある。春が行う「ダァー!」には、「1、2、3、でダァー!です」というセリフがあったり、「ダァー!」の前に「ハイ!」と合図を挟むという特徴があるが、これは猪木が1990年2月10日、リング上で初めて「ダァー!」を行った際の模様を正確に模写したものである。
- 猪木だけでなく長州力や山本小鉄のモノマネも出来る。かつて長州は春に会うと「お!会長!」と声を掛けたと言う。
- 後に、同じく猪木のそっくりさんであるアントニオ小猪木、アントキの猪木が登場しているが、小猪木の場合は試合中の猪木の動きのモノマネ、アントキの場合はモノマネを応用したなりきりネタを主に披露しており、一方春の場合は純粋に猪木の話し方のモノマネが多いという、差別化された特徴がある。また、3人で『くりぃむしちゅーのオールナイトニッポン』に出演し、2009年の猪木の誕生日パーティーでも3人集結したなど、勢揃いしての仕事も何度かある[18][14][19]。
- クイズバラエティ番組『週刊オリラジ経済白書』（日本テレビ）では、収入の9%としてアントニオ猪木からの小遣いを挙げている。これは猪木から貰った金額が9万円と中途半端な金額の為である。
- バラエティ番組『内村プロデュース』（テレビ朝日）内の健康診断企画において、不健康芸人のサンプルとして呼ばれたことがある（2002年5月16日放送分）。その際、γ-GTPの値が1500というあまりにも異常な結果が出たためすぐに医者から入院を勧められた（成人男性のγ-GTPは10〜50が正常値と言われており、春の数値はその30倍。「超高度」の基準値でも500であり、1500という数字がいかに異常であるかが分かる）[20]。しかし、それでも春は酒を愛する余り止めることができず、後の死の一因となった。
- JUN SKY WALKER(S)の宮田和弥は、デビューしたばかりの頃に春と同居していたことがあった[21]。

## 出演

### バラエティ
- オールナイトフジ（フジテレビ）
- ビートたけしのお笑いウルトラクイズ（日本テレビ）
- めちゃ×2イケてるッ!笑わず嫌い王決定戦（フジテレビ）

他、多数。

### ドラマ
- 翼をください（1988年1月3日、NHK総合）
- ドラマ23「涙日記」（1988年6月、TBSテレビ）
- 抱きしめたい!（1988年、フジテレビ） - 麻子のアシスタント 役
  - 抱きしめたい!'89（1989年3月30日、フジテレビ）
  - 抱きしめたい!'90（1990年1月3日、フジテレビ）
- ドラマスペシャル「年末年始ホテル物語」（1988年12月30日、TBSテレビ）
- 君の瞳に恋してる!（1989年、フジテレビ）
- ドラマダス「平成カラオケの乱」（1990年、関西テレビ）
- チャンス!（1993年、フジテレビ）
- ビーチボーイズ 第7話「海がくれた勇気」（1997年8月18日、フジテレビ） - アロハの客 役
- うさぎたちのもちつき（2008年、BS-i、ネットシネマ.TV）

### ラジオ
- 春一番のどけぇいきょーん?!（山陽放送）

### CM
- DDI「DION」（1996年）
- ローソン(2003-04-26)

## 著書
- 『元気です!!!』（2007年2月20日出版・幻冬舎 アントニオ猪木の誕生日に出版した）

## ディスコグラフィ
- 『春一番の炎のファイター INOKI BOM-BA-YE Haruichiban〜Remix〜/元気ですか体操』（2003年1月23日発売）